# South Delhi
South Delhi är ett distrikt i Indien.   Det ligger i delstaten National Capital Territory of Delhi, i den norra delen av landet, 12 km söder om huvudstaden New Delhi. Antalet invånare är 2 731 929. Arean är 250 kvadratkilometer. South Delhi gränsar till Gurgaon.
Terrängen i South Delhi är platt.